# René de Naurois
Abate René de Naurois (París, 24 de noviembre de 1906 - Brunoy, Essonne, 12 de enero de 2006) fue un héroe de la resistencia contra el nazismo, sacerdote, naturalista y ornitólogo francés.

## Primeros años
Nació en medio de una familia de propietarios agrícolas de Alto Garona. Obtuvo licenciatura en matemática y luego en Letras y Teología en la Universidad de Toulouse. Efectuó prácticas en la Artillería de 1926 a 1928 en Toulouse.
Aplazado temporalmente por razones de salud en sucesivas ocasiones, prestó finalmente su servicio militar en 1931 en la Escuela de Artillería de Poitiers. Fue ordenado como sacerdote el 29 de junio de 1936.

## Resistencia
Se desempeñó como capellán adjunto de la colonia de lengua francesa en Berlín de 1937 a 1939, lo que le permitió observar in situ, la aplicación de la doctrina nazi en poder en Alemania. Fue movilizado en calidad de teniente de reserva al Regimiento de Artillería de Montaña 93 y luego destinado a la oficina del 1.er. Ejército durante la campaña 1939-1940, y desmovilizado el 1 de agosto de 1940.
Decidido a incorporarse a la Francia libre a partir de finales de junio de 1940, pide la autorización a su obispo, Monseñor Saliège (que sería declarado Compañero de la Liberación), quien la negó. De 1940 a 1942 fue capellán de varias agrupaciones universitarias en Francia y al mismo tiempo, a partir del final del año 1940, participó activamente en la resistencia en la zona libre, en Pau, Grenoble y Toulouse, en el movimiento Verdades, que se convertirá en movimiento Combate, animado por su fundador Henri Frenay.
El abad de Naurois predicó muchas veces contra el nazismo, en particular en la Escuela de Cuadros de Uriage, de donde es expulsado en junio de 1941 por intervención del almirante François Darlan.
A partir de octubre de 1941 en Toulouse, constituyó un foco de resistencia agrupando estudiantes y obreros y ayudó a las víctimas de la legislación antisemita del Gobierno de Vichy. Ingresó también en diciembre de 1941 en el movimiento de Resistencia Testimonio Cristiano. Durante el año 1942, organizó el rescate de judíos haciéndoles pasar la frontera suiza.
Sus actividades suscitaron en repetidas ocasiones el fisgoneo e "inteligencia" de la policía de Vichy. El 6 de noviembre de 1942, los alemanes allanaron su domicilio de Toulouse. Interrogado por el Grupo Móvil de Reserva, quedó en libertad provisional para responder algunos días más tarde un interrogatorio dirigido directamente por Otto Abetz, que había conocido a René de Naurois en Berlín en 1937. Dejó entonces su domicilio, donde los alemanes se presentaron vanamente cinco veces hasta el 15 de diciembre de 1942.
El Abad de Naurois, seguido por la Gestapo, y esta vez autorizado a viajar a Inglaterra por Monseñor Saliège, consiguió cruzar la frontera española el 26 de diciembre de 1942 y llegó a Inglaterra el 15 de marzo de 1943 (vía Gibraltar). Contactó con las Fuerzas francesas libres en abril de 1943. Aunque de salud frágil, pidió unirse a los comandos en calidad de capellán, pero se le nombró en la Dirección de la Capellanía General en Gran Bretaña. Previa petición, se le destinó a los Comandos para las Operaciones de Desembarque.
En calidad de capellán del 1.er. Batallón de comandos infantes de marina, fue uno de los 176 franceses que desembarcaron en Normandía, el 6 de junio de 1944. Durante el desembarque sustituyó al médico muerto durante las primeras horas del combate.
Ese día su unidad tomó el Casino de Ouistreham, pero perdió el 40% de sus integrantes. El 1 de noviembre de 1944 participó en el desembarque sobre la isla de Walcheren y en la toma de Flesinga. De finales de noviembre de 1944 al 1 de mayo de 1945 estuvo en tratamiento en un hospital en Inglaterra y el 2 de mayo de 1945, volvió al frente en Holanda. De octubre de 1945 a marzo de 1946, sirvió en Berlín en el ejército de ocupación.

## Ornitología

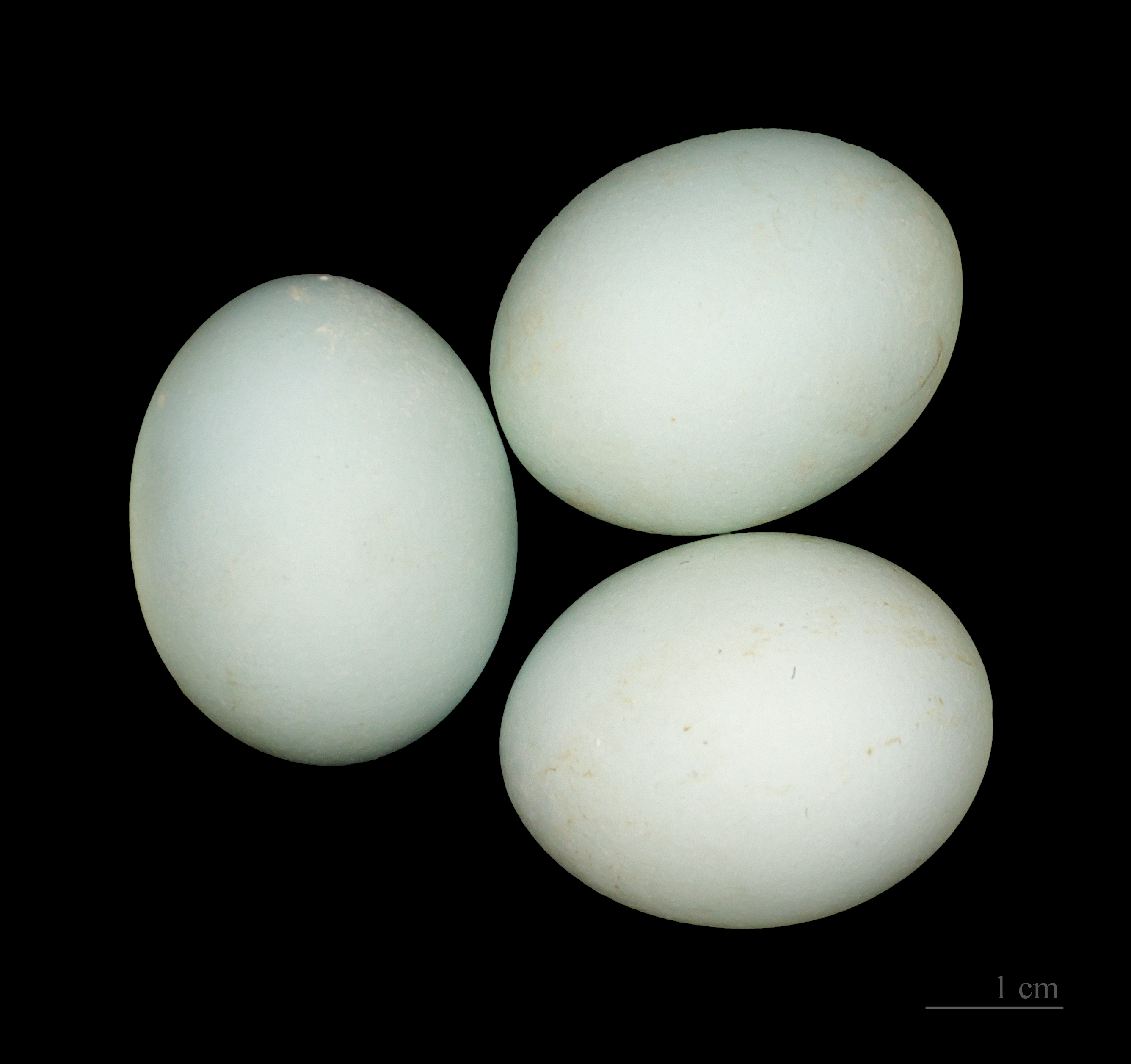
Huevos de garcilla cangrejera, recogida por Naurois - Museo de Toulouse

Desmovilizado, el padre Naurois da la vuelta a la diócesis de Toulouse, donde enseñó en las Facultades libres. Promovido a teniente coronel de reserva, hizo varios descubrimientos ornitológicos importantes, en 1959 y 1960, en Mauritania, lo que le valió para ingresar al CNRS en 1960 en la sección biología animal. En 1969 se doctoró con una tesis sobre las aves de la costa occidental de África y fue nombrado corresponsal del Museo Nacional de Historia Natural de París. Continuó el estudio de las aves del África occidental costera.

## Algunas publicaciones
- rené de Naurois, jean Chaunu. 2004. Aumônier de la France Libre - Mémoires. Éditions Perrin. ISBN 2-262-02118-X

- ----------------------. 1994. Les oiseaux des iles du Golfe de Guinee: Sao Tome, Prince et Annobon. Ministerio do Planeamento e da Administracao do Territorio, Secretaria de Estado da Ciencia e Tecnologia, Instituto de Investigacao Científica Tropical. ISBN 978-972-672-629-6

- ----------------------, f. Roux. 1965. Avicennia maritima. Bull. Inst. Franç. Afrique Noire, A. 27 (3): 852

## Reconocimiento
En 1989, le fue conferido el título de "Justo entre las Naciones" por la Autoridad para la Memoria de los Mártires y Héroes del Holocausto Yad Vashem, el memorial nacional de Israel para el Holocausto.
Sus restos descansan en Ranville (Calvados), la primera población liberada tras el desembarco en Normandía, lugar donde aún puede recibir el homenaje de todos aquellos que admiran su obra.

## Abreviatura (zoología)
La abreviatura de Naurois  se emplea para indicar a René de Naurois como autoridad en la descripción y taxonomía en zoología.

- La abreviatura «Naurois» se emplea para indicar a René de Naurois como autoridad en la descripción y clasificación científica de los vegetales.[2]